# Giải bóng đá U-21 Quốc gia 2001
Giải bóng đá U-21 Quốc gia 2001, tên gọi chính thức là Giải bóng đá U-21 Toàn quốc – Cúp Báo Thanh Niên 2001, là mùa giải thứ năm của Giải bóng đá Vô địch U-21 Quốc gia do Liên đoàn bóng đá Việt Nam (VFF) phối hợp với báo Thanh Niên tổ chức. Mùa giải lần này diễn ra theo hai giai đoạn, giai đoạn vòng loại diễn ra từ ngày 30 tháng 5 đến ngày 15 tháng 6 năm 2001. Vòng chung kết, gồm 8 đội bóng, được tổ chức tại Đà Nẵng từ ngày 21 tháng 6 đến ngày 1 tháng 7 năm 2001.

## Các đội bóng
36 đội bóng đã đăng ký tham dự mùa giải lần này từ vòng loại. Đội đương kim vô địch Sông Lam Nghệ An và đội chủ nhà của vòng chung kết Đà Nẵng được miễn thi đấu vòng loại. Các đội bóng được sắp xếp sẵn vào các bảng đấu dựa theo khu vực địa lý. Những đội bóng đóng vai trò là chủ nhà của bảng đấu vòng loại được in đậm.
| Vào thẳng vòng chung kết | 1. Đà Nẵng (chủ nhà vòng chung kết) 2. Sông Lam Nghệ An (đương kim vô địch)                                      | 1. Đà Nẵng (chủ nhà vòng chung kết) 2. Sông Lam Nghệ An (đương kim vô địch)                                  | 1. Đà Nẵng (chủ nhà vòng chung kết) 2. Sông Lam Nghệ An (đương kim vô địch) | 1. Đà Nẵng (chủ nhà vòng chung kết) 2. Sông Lam Nghệ An (đương kim vô địch)             | 1. Đà Nẵng (chủ nhà vòng chung kết) 2. Sông Lam Nghệ An (đương kim vô địch)          |
| Tham dự vòng loại        | Bảng A | Bảng B | Bảng C | Bảng C                                                                                  | Bảng C                                                                               |
| Tham dự vòng loại        | 1. Hà Tĩnh 2. Hải Phòng 3. Thể Công 4. Quân khu 4 5. Ngân hàng Á Châu 6. Nam Định 7. Quảng Ninh (W) 8. Thanh Hóa | 1. Thừa Thiên Huế 2. Bình Định 3. Quân khu 5 4. Quảng Nam 5. Khánh Hòa 6. Phú Yên 7. Đắk Lắk (W) 8. Lâm Đồng | Nhóm 1:1. Hải Quan 2. Cảng Sài Gòn 3. Công ty Vạn Chinh 4. Bưu điện Thành phố Hồ Chí Minh (W) 5. Công an Thành phố Hồ Chí Minh 6. Quân khu 7 7. Đại học Hồng Bàng 8. Quận 6 (W) | Nhóm 2:1. Gạch Đồng Tâm 2. Tiền Giang 3. Vĩnh Long 4. Tây Ninh 5. Bình Dương 6. Bến Tre | Nhóm 3:1. An Giang 2. Trà Vinh 3. Đồng Tháp 4. Cần Thơ 5. Bạc Liêu (W) 6. Quân khu 9 |

- Chú thích: (W): Rút lui.

## Vòng loại
Vòng loại diễn ra từ ngày 30 tháng 5 đến ngày 15 tháng 6 năm 2001. Năm đội đứng đầu năm bảng/nhóm đấu và đội thắng trong trận nhì bảng A gặp nhì bảng B giành quyền vào vòng chung kết.

### Các tiêu chí
Các đội được xếp hạng theo điểm (3 điểm cho 1 trận thắng, 1 điểm cho 1 trận hòa, 0 điểm cho 1 trận thua), và nếu bằng điểm, các tiêu chí sau đây được áp dụng theo thứ tự, để xác định thứ hạng:
1. Điểm trong các trận đối đầu trực tiếp giữa các đội bằng điểm;
2. Hiệu số bàn thắng thua trong các trận đối đầu trực tiếp giữa các đội bằng điểm;
3. Số bàn thắng ghi được trong các trận đối đầu trực tiếp giữa các đội bằng điểm;
4. Nếu có nhiều hơn hai đội bằng điểm, và sau khi áp dụng tất cả các tiêu chí đối đầu ở trên, một nhóm nhỏ các đội vẫn còn bằng điểm nhau, tất cả các tiêu chí đối đầu ở trên được áp dụng lại cho riêng nhóm này;
5. Hiệu số bàn thắng thua trong tất cả các trận đấu bảng;
6. Số bàn thắng ghi được trong tất cả các trận đấu bảng;
7. Sút luân lưu nếu chỉ có hai đội bằng điểm và họ gặp nhau trong trận cuối cùng của bảng;
8. Bốc thăm.

### Bảng A (Khu vực miền Bắc)
Các trận đấu diễn ra tại Hà Tĩnh.

#### Vòng bảng

##### Nhóm 1
| Thanh Hóa     | 1–2      | Quân khu 4          |
| ------------- | -------- | ------------------- |
| Trọng Hải 75' | Chi tiết | Hồng Tuyến 44', 65' |

| Thể Công | v | Hải Phòng |
| -------- | - | --------- |
|          |   |           |

| Hải Phòng   | 1–1      | Quân khu 4 |
| ----------- | -------- | ---------- |
| - Đức Cường | Chi tiết |            |

| Thanh Hóa | v | Thể Công |
| --------- | - | -------- |
|           |   |          |

| Quân khu 4 | v | Thể Công |
| ---------- | - | -------- |
|            |   |          |

| Hải Phòng | 1–2      | Thanh Hóa |
| --------- | -------- | --------- |
|           | Chi tiết |           |

##### Nhóm 2
| Hà Tĩnh | 0–1      | Nam Định |
| ------- | -------- | -------- |
|         | Chi tiết |          |

| Nam Định | 0–0      | Ngân hàng Á Châu |
| -------- | -------- | ---------------- |
|          | Chi tiết |                  |

| Ngân hàng Á Châu | v | Hà Tĩnh |
| ---------------- | - | ------- |
|                  |   |         |

#### Bán kết
| Quân khu 4 | 2–3      | Ngân hàng Á Châu |
| ---------- | -------- | ---------------- |
|            | Chi tiết | Sơn Tùng 96'     |

| Nam Định          | 0–0      | Thể Công |
| ----------------- | -------- | -------- |
|                   | Chi tiết |          |
| Loạt sút luân lưu |          |          |
|                   | 4–2      |          |

#### Chung kết
| Ngân hàng Á Châu | 1–0      | Nam Định |
| ---------------- | -------- | -------- |
| Phúc Lâm 60'     | Chi tiết |          |

### Bảng B (Khu vực miền Trung)

#### Vòng bảng

##### Nhóm 1
Các trận đấu diễn ra tại Huế.

| VT | Đội            | ST | T | H | B | BT | BB | HS | Đ | Giành quyền tham dự |
| -- | -------------- | -- | - | - | - | -- | -- | -- | - | ------------------- |
| 1  | Quân khu 5     | 3  | 2 | 0 | 1 | 4  | 7  | −3 | 6 | Bán kết bảng B      |
| 2  | Thừa Thiên Huế | 3  | 1 | 1 | 1 | 7  | 3  | +4 | 4 | Bán kết bảng B      |
| 3  | Quảng Nam      | 3  | 1 | 1 | 1 | 2  | 2  | 0  | 4 |                     |
| 4  | Bình Định      | 3  | 1 | 0 | 2 | 4  | 5  | −1 | 3 |                     |

| Thừa Thiên Huế          | 1–1      | Quảng Nam    |
| ----------------------- | -------- | ------------ |
| - Văn Hòa - Đình Tú 47' | Chi tiết | Trần Hậu 61' |

| Quân khu 5 | 3–2      | Bình Định |
| ---------- | -------- | --------- |
|            | Chi tiết |           |

| Quảng Nam | 0–1      | Quân khu 5 |
| --------- | -------- | ---------- |
|           | Chi tiết |            |

| Bình Định | 2–1      | Thừa Thiên Huế |
| --------- | -------- | -------------- |
|           | Chi tiết |                |

| Bình Định | 0–1      | Quảng Nam      |
| --------- | -------- | -------------- |
|           | Chi tiết | - Ngọc Hòa 80' |

| Quân khu 5 | 0–5      | Thừa Thiên Huế               |
| ---------- | -------- | ---------------------------- |
|            | Chi tiết | - Cảnh Lâm 22' - Hữu Hải 52' |

##### Nhóm 2
Các trận đấu diễn ra tại Khánh Hòa.

| VT | Đội       | ST | T | H | B | BT | BB | HS | Đ | Giành quyền tham dự |
| -- | --------- | -- | - | - | - | -- | -- | -- | - | ------------------- |
| 1  | Khánh Hòa | 2  | 2 | 0 | 0 | 3  | 0  | +3 | 6 | Bán kết bảng B      |
| 2  | Phú Yên   | 2  | 1 | 0 | 1 | 2  | 4  | −2 | 3 | Bán kết bảng B      |
| 3  | Lâm Đồng  | 2  | 0 | 0 | 2 | 1  | 2  | −1 | 0 |                     |

| Khánh Hòa | – (thắng) | Lâm Đồng |
| --------- | --------- | -------- |
|           |           |          |

| Phú Yên              | 2–1      | Lâm Đồng    |
| -------------------- | -------- | ----------- |
| Quang Khánh 25', 45' | Chi tiết | Anh Bảo 75' |

| Khánh Hòa                            | 3–0      | Phú Yên |
| ------------------------------------ | -------- | ------- |
| - Thanh Bằng 35', 45' - Văn Hiếu 71' | Chi tiết |         |

#### Bán kết
| Khánh Hòa | 0–1      | Thừa Thiên Huế |
| --------- | -------- | -------------- |
|           | Chi tiết |                |

| Quân khu 5      | 2–1      | Phú Yên |
| --------------- | -------- | ------- |
| - Bảo Trung 89' | Chi tiết |         |

#### Chung kết
| Quân khu 5                      | 2–3      | Thừa Thiên Huế                                    |
| ------------------------------- | -------- | ------------------------------------------------- |
| - Bảo Trung 20' - Quốc Bình 65' | Chi tiết | - Cảnh Lâm 18' (ph.đ.), 25' (ph.đ.) - Tuấn Vỹ 81' |

### Bảng C (Khu vực miền Nam)

#### Nhóm 1
6 đội bóng thi đấu vòng tròn một lượt từ ngày 6 đến 14 tháng 6 năm 2001 tại Thành phố Hồ Chí Minh. Đội đứng đầu sẽ giành vé vào vòng chung kết.
| Công an Thành phố Hồ Chí Minh | 4–0      | Cảng Sài Gòn |
| ----------------------------- | -------- | ------------ |
| - Đình Cường - Nhật Thanh     | Chi tiết |              |

| Hải Quan | 3–1      | Đại học Hồng Bàng |
| -------- | -------- | ----------------- |
|          | Chi tiết |                   |

| Công ty Vạn Chinh               | 3–0      | Quân khu 7 |
| ------------------------------- | -------- | ---------- |
| - Anh Tuấn - Hải Thịnh - Anh Vũ | Chi tiết |            |

| Công ty Vạn Chinh | 2–1      | Công an Thành phố Hồ Chí Minh |
| ----------------- | -------- | ----------------------------- |
|                   | Chi tiết |                               |

| Hải Quan | 2–3 | Cảng Sài Gòn |
| -------- | --- | ------------ |
|          |     |              |

| Quân khu 7 | 4–4 | Đại học Hồng Bàng |
| ---------- | --- | ----------------- |
|            |     |                   |

| Công ty Vạn Chinh | – | Cảng Sài Gòn |
| ----------------- | - | ------------ |
|                   |   |              |

| Công an Thành phố Hồ Chí Minh | – | Đại học Hồng Bàng |
| ----------------------------- | - | ----------------- |
|                               |   |                   |

| Hải Quan | – | Quân khu 7 |
| -------- | - | ---------- |
|          |   |            |

| Hải Quan                   | 2–1      | Công ty Vạn Chinh |
| -------------------------- | -------- | ----------------- |
| - Quốc Thịnh - Quang Hoàng | Chi tiết | Ngọc Tiên         |

| Công an Thành phố Hồ Chí Minh | 1–0 | Quân khu 7 |
| ----------------------------- | --- | ---------- |
|                               |     |            |

| Cảng Sài Gòn | 2–1 | Đại học Hồng Bàng |
| ------------ | --- | ----------------- |
|              |     |                   |

| Hải Quan                             | 3–1      | Công an Thành phố Hồ Chí Minh |
| ------------------------------------ | -------- | ----------------------------- |
| - Chí Thắng - Đăng Quân - Thanh Sang | Chi tiết |                               |

| Cảng Sài Gòn | 2–0 | Quân khu 7 |
| ------------ | --- | ---------- |
|              |     |            |

| Công ty Vạn Chinh | 9–1 | Đại học Hồng Bàng |
| ----------------- | --- | ----------------- |
|                   |     |                   |

#### Nhóm 2
Các trận đấu của nhóm 2 bảng C diễn ra từ ngày 31 tháng 5 đến 15 tháng 6 năm 2001.
| Vĩnh Long | 0–8      | Gạch Đồng Tâm                                                        |
| --------- | -------- | -------------------------------------------------------------------- |
|           | Chi tiết | - Tài Em 5' - Ngọc Quang 13', 46', 58' - Ngọc Hòa 28', 55', 79', 80' |

| Bến Tre | 0–1      | Tiền Giang    |
| ------- | -------- | ------------- |
|         | Chi tiết | Hoàng Nam 27' |

| Bình Dương                          | 5–1      | Tây Ninh      |
| ----------------------------------- | -------- | ------------- |
| - Tiểu Đạt - Khương Trung - Khắc Vũ | Chi tiết | Chí Thanh 13' |

| Tiền Giang | 2–0      | Bình Dương |
| ---------- | -------- | ---------- |
|            | Chi tiết |            |

| Gạch Đồng Tâm | 2–0 | Tây Ninh |
| ------------- | --- | -------- |
|               |     |          |

| Bến Tre | - (thắng) | Vĩnh Long |
| ------- | --------- | --------- |
|         |           |           |

| Vĩnh Long              | 2–1      | Trà Vinh |
| ---------------------- | -------- | -------- |
| - Thạch An - Thành Tâm | Chi tiết |          |

| Bến Tre | 4–0      | Bình Dương |
| ------- | -------- | ---------- |
|         | Chi tiết |            |

| Gạch Đồng Tâm    | 4–0      | Tiền Giang |
| ---------------- | -------- | ---------- |
| Huỳnh Ngọc Quang | Chi tiết |            |

| Bình Dương | 4–0      | Vĩnh Long |
| ---------- | -------- | --------- |
|            | Chi tiết |           |

| Tây Ninh | 1–0      | Tiền Giang |
| -------- | -------- | ---------- |
|          | Chi tiết |            |

| Gạch Đồng Tâm | 5–0      | Bến Tre |
| ------------- | -------- | ------- |
|               | Chi tiết |         |

| Tiền Giang | 6–0      | Vĩnh Long |
| ---------- | -------- | --------- |
|            | Chi tiết |           |

| Gạch Đồng Tâm | 1–0      | Bình Dương |
| ------------- | -------- | ---------- |
|               | Chi tiết |            |

| Bến Tre | 2–1      | Tây Ninh |
| ------- | -------- | -------- |
|         | Chi tiết |          |

#### Nhóm 3
Các trận đấu của nhóm 3 bảng C diễn ra từ ngày 28 tháng 5 đến 6 tháng 6 năm 2001.
| Trà Vinh | 0–2      | An Giang |
| -------- | -------- | -------- |
|          | Chi tiết |          |

| Đồng Tháp | 3–2      | Trà Vinh |
| --------- | -------- | -------- |
|           | Chi tiết |          |

| Cần Thơ | 2–2      | Quân khu 9 |
| ------- | -------- | ---------- |
|         | Chi tiết |            |

| Quân khu 9 | 2–1      | Trà Vinh |
| ---------- | -------- | -------- |
|            | Chi tiết |          |

| An Giang                                 | 3–0      | Đồng Tháp |
| ---------------------------------------- | -------- | --------- |
| - Văn Tâm - Thanh Tiến - Hoàng Thanh 64' | Chi tiết |           |

### Play-off
Đội xếp thứ nhì của bảng A sẽ đối đấu với đội xếp thứ nhì của bảng B trong trận đấu play-off. Đội thắng trong cặp đấu sẽ giành vé tham dự vòng chung kết.
| Nam Định             | 1–0      | Quân khu 5 |
| -------------------- | -------- | ---------- |
| Đức Châu 38' (ph.đ.) | Chi tiết | Công Hoàng |

### Các đội vượt qua vòng loại
| Câu lạc bộ       | Tư cách vượt qua vòng loại | Tham dự vòng chung kết | Thành tích tốt nhất |
| ---------------- | -------------------------- | ---------------------- | ------------------- |
| Đà Nẵng          | Chủ nhà                    | 3 lần                  | Á quân (1999)       |
| Sông Lam Nghệ An | Đương kim vô địch          | 3 lần                  | Vô địch (2000)      |
| Ngân hàng Á Châu | Nhất bảng A                | Lần đầu                | Lần đầu             |
| Thừa Thiên Huế   | Nhất bảng B                | Lần đầu                | Lần đầu             |
| Hải Quan         | Nhất bảng C nhóm 1         | 2 lần                  | Vòng bảng (2000)    |
| Gạch Đồng Tâm    | Nhất bảng C nhóm 2         | 3 lần                  | Á quân (2000)       |
| An Giang         | Nhất bảng C nhóm 3         | Lần đầu                | Lần đầu             |
| Nam Định         | Thắng play-off             | Lần đầu                | Lần đầu             |

## Vòng chung kết
Vòng chung kết diễn ra từ ngày 21 tháng 6 đến ngày 1 tháng 7 năm 2001 tại sân vận động Chi Lăng, thành phố Đà Nẵng. Tám đội tham dự được chia thành hai bảng, thi đấu vòng tròn một lượt để chọn ra hai đội đứng đầu mỗi bảng vào bán kết. Lễ bốc thăm chia bảng đã diễn ra vào ngày 19 tháng 6 tại khách sạn Bamboo Green, Đà Nẵng.

### Vòng bảng

#### Bảng A
| VT | Đội            | ST | T | H | B | BT | BB | HS | Đ | Giành quyền tham dự     |
| -- | -------------- | -- | - | - | - | -- | -- | -- | - | ----------------------- |
| 1  | An Giang       | 3  | 1 | 2 | 0 | 9  | 7  | +2 | 5 | Vòng đấu loại trực tiếp |
| 2  | Đà Nẵng        | 3  | 1 | 2 | 0 | 4  | 3  | +1 | 5 | Vòng đấu loại trực tiếp |
| 3  | Gạch Đồng Tâm  | 3  | 1 | 1 | 1 | 7  | 6  | +1 | 4 |                         |
| 4  | Thừa Thiên Huế | 3  | 0 | 1 | 2 | 5  | 9  | −4 | 1 |                         |

| An Giang | 4–2 | Thừa Thiên Huế |
| -------- | --- | -------------- |
|          |     |                |

| Đà Nẵng         | 1–0      | Gạch Đồng Tâm |
| --------------- | -------- | ------------- |
| Quang Cường 87' | Chi tiết |               |

| Gạch Đồng Tâm                                  | 3–3      | An Giang                                               |
| ---------------------------------------------- | -------- | ------------------------------------------------------ |
| - Tài Em 40' - Thanh Xuân 50' - Ngọc Quang 90' | Chi tiết | - Bình Kiệt - Thành Trung 34' (ph.đ.) - Trọng Luật 58' |

| Thừa Thiên Huế | 1–1      | Đà Nẵng       |
| -------------- | -------- | ------------- |
| Hữu Hải 19'    | Chi tiết | Phước Đức 61' |

| Gạch Đồng Tâm                                | 4–2      | Thừa Thiên Huế         |
| -------------------------------------------- | -------- | ---------------------- |
| - Tài Em 2' - Ngọc Hòa 21', 40' - Ngọc Quang | Chi tiết | - Quốc Bình - Cảnh Lâm |

| Đà Nẵng                             | 2–2      | An Giang    |
| ----------------------------------- | -------- | ----------- |
| - Hoàng Giang 78' - Hoàng Thanh 88' | Chi tiết | Quang Cường |

#### Bảng B
| VT | Đội              | ST | T | H | B | BT | BB | HS | Đ | Giành quyền tham dự     |
| -- | ---------------- | -- | - | - | - | -- | -- | -- | - | ----------------------- |
| 1  | Nam Định         | 3  | 2 | 1 | 0 | 7  | 2  | +5 | 7 | Vòng đấu loại trực tiếp |
| 2  | Sông Lam Nghệ An | 3  | 1 | 1 | 1 | 5  | 5  | 0  | 4 | Vòng đấu loại trực tiếp |
| 3  | Ngân hàng Á Châu | 3  | 1 | 0 | 2 | 4  | 8  | −4 | 3 |                         |
| 4  | Hải Quan         | 3  | 1 | 0 | 2 | 6  | 7  | −1 | 3 |                         |

| Nam Định                         | 2–1      | Hải Quan        |
| -------------------------------- | -------- | --------------- |
| - Thanh Bình 20' - Đức Dương 71' | Chi tiết | Thanh Phong 25' |

| Ngân hàng Á Châu | 1–5      | Sông Lam Nghệ An                                         |
| ---------------- | -------- | -------------------------------------------------------- |
| Thanh Thế 17'    | Chi tiết | - Văn Hùng 9', 40', 50' - Thanh Hoàn 28' - Công Mạnh 32' |

| Sông Lam Nghệ An | 1–1      | Nam Định      |
| ---------------- | -------- | ------------- |
| Thanh Hoàn 55'   | Chi tiết | Tuấn Linh 34' |

| Hải Quan                         | 2–3      | Ngân hàng Á Châu                                   |
| -------------------------------- | -------- | -------------------------------------------------- |
| - Duy Khương 20' - Đăng Quân 70' | Chi tiết | - Phúc Lâm 31', 90' - Quốc Thịnh (5-HQ) 44' (l.n.) |

| Hải Quan                        | 3–2      | Sông Lam Nghệ An               |
| ------------------------------- | -------- | ------------------------------ |
| - Anh Thi 33' (ph.đ.), 55', 70' | Chi tiết | - Quang Tuấn 12' - Sỹ Linh 19' |

| Ngân hàng Á Châu | 0–1      | Nam Định              |
| ---------------- | -------- | --------------------- |
|                  | Chi tiết | Trọng Lộc 75' (ph.đ.) |

### Vòng đấu loại trực tiếp

#### Bán kết
| An Giang | 0–1      | Sông Lam Nghệ An |
| -------- | -------- | ---------------- |
|          | Chi tiết | Thanh Hoàn 28'   |

| Nam Định                                   | 1–2                     | Đà Nẵng                       |
| ------------------------------------------ | ----------------------- | ----------------------------- |
| - Duy Hoàng 51' - Văn Huy 75' - Thanh Tùng | Chi tiết Chi tiết (VNN) | - Phước Đức 29' - Duy Vẫn 59' |

#### Tranh hạng ba
| An Giang        | 1–3      | Nam Định                              |
| --------------- | -------- | ------------------------------------- |
| Thanh Giang 52' | Chi tiết | - Văn Hiệu - Tuấn Sơn - Tuấn Linh 82' |

#### Chung kết
| Sông Lam Nghệ An | 1–0      | Đà Nẵng |
| ---------------- | -------- | ------- |
| Thanh Hoàn 68'   | Chi tiết |         |

## Thống kê

### Vô địch
| Vô địch Giải bóng đá U-21 Quốc gia 2001 |
| --------------------------------------- |
| Sông Lam Nghệ An Lần thứ 2              |

### Các giải thưởng
Các giải thưởng dưới đây đã được trao sau khi giải đấu kết thúc:
| Vua phá lưới                       | Cầu thủ xuất sắc nhất              | Thủ môn xuất sắc nhất    | Giải phong cách |
| ---------------------------------- | ---------------------------------- | ------------------------ | --------------- |
| Phan Thanh Hoàn (Sông Lam Nghệ An) | Phan Thanh Hoàn (Sông Lam Nghệ An) | Nguyễn Đức Nam (Đà Nẵng) | An Giang        |

### Cầu thủ ghi bàn
Đã có 56 bàn thắng ghi được trong 16 trận đấu, trung bình 3.5 bàn thắng mỗi trận đấu.